# アグニェシュカ・ヴォイトヴィッチ＝ヴォスルー
アグニェシュカ・ヴォイトヴィッチ＝ヴォスルー（Agnieszka Wojtowicz-Vosloo、1975年 - ）は、ポーランド系アメリカ人の映画製作者にして作家である。

## 略歴
彼女は2003年に最優秀賞を卒業したニューヨーク大学のティッシュ・スクール・オブ・ジ・アーツで映画を学んだ。彼女のデビュー短編映画『Pâté』はサンダンス映画祭でプレミア上映され、ニューヨーク大学のワッサーマン賞、ビバリーヒルズ映画祭のフィエル・ドール、ワールドフェスト・ヒューストン国際映画祭のグランプリ、『ニューヨーク・マガジン』の優秀賞、アトランタ映画祭の特別審査員賞など、いくつかの権威ある賞を受賞した。
『Filmmaker』誌は、ヴォイトヴィッチ＝ヴォスルーをインディペンデント映画界25人のニューフェイスの1人に指名した。
2004年、チェスワフ・ミウォシュの詩『O Zlozony』に基づき、トリシャ・ブラウンの振り付けによる、パリ・オペラ座バレエのマルチメディア・プロジェクトとして高く評価された作品『O Zlozony/O Composite』でローリー・アンダーソンとコラボレーションを行った。この作品は、2004年12月にパリのオペラ・ガルニエで初演された。
アグニェシュカ・ヴォイトヴィッチ＝ヴォスルー最初の長編映画『アフターライフ』、リーアム・ニーソン、クリスティーナ・リッチ、ジャスティン・ロング主演のサイコホラー・スリラーが、2009年11月7日にロサンゼルスで開催されたAFI映画祭で初公開された。オーヴァーチュア・フィルムズの一部門であるアンカー・ベイ・エンターテインメントは、アメリカとイギリスでの劇場公開権を取得し、2010年4月9日に劇場にて映画を公開した。DVDとBlu-rayは2010年8月3日にアメリカでリリースされた。
ヴォイトヴィッチ＝ヴォスルーは『アフターライフ』の公開後、メディアからの注目を集めた。『バラエティ』誌のロニー・シャイブはこの映画を「ホラーの優雅なエクササイズ」と呼び、ナショナル・ボード・オブ・レビューは「ヴォイトヴィッチ＝ヴォスルーは、ホラーやスリラーというジャンルの慣習を非常に適格なスタイルとストーリーテリングで巧みに操作している」とコメントした。著名な映画評論家のジェームズ・ベラーディネリは、「チャンスをつかみ、期待に反する映画製作者を尊敬しています。無数の安全なクッキー・カッター作品の印象が薄れた後も『アフターライフ』の反響が記憶に残ります」と付記した。しかし「ニューヨーク・タイムズ」紙でのマノーラ・ダルジスのレビューは「ヴォイトヴィッチ＝ヴォスルー氏は、効果的な映画ではなく、アートハウスの冷却装置を作るのに多くの時間を費やしたようです」と混ぜ返した。Rotten Tomatoesでのレビュー総計は、評論家49人の29％がこの映画に肯定的なレビューを与え、平均スコアは4.6/10であると報告している。ウェブサイトでは、この映画の重要なコンセンサスは「興味深い前提と立派な野心がありますが、『アフターライフ』はその不気味な雰囲気を維持するのに十分なひねりやスリルを提供できていません」とある。Metacriticでのレビュー集計は、21件のレビューに基づいて36/100の加重スコアを映画に与え、「一般的に好ましくないレビュー」を示している。
「ウォール・ストリート・ジャーナル」紙のマシュー・カミンスキーによるプロフィール「Death Becomes Her」で、リーアム・ニーソンは、ヴォイトヴィッチ＝ヴォスルーが「映画『ハート・ロッカー』でオスカー受賞監督になったキャスリン・ビグローを少し思い出させる」と述べた。2010年7月、この映画製作者は『Elle』誌と、ポーランドの新聞「ガゼッタ・ウィボルクザ」の表紙に取り上げられた。

## 作品

### 監督映画
- Pâté (2001年) ※短編
- 『アフターライフ』 - After.Life (2009年)